# Steve Furniss
Steven („Steve”) Charles Furniss (ur. 21 grudnia 1952 w Madison) – amerykański pływak. Brązowy medalista olimpijski z Monachium.
Specjalizował się w stylu zmiennym. W Monachium zajął trzecie miejsce na dystansie 200 metrów. Studiował na University of Southern California. Był medalistą igrzysk panamerykańskich z 1971 i 1975 roku. Jego młodszy brat Bruce zdobył dwa złote medale olimpijskie w Montrealu.

## Starty olimpijskie (medale)
Monachium 1972
- 200 m stylem zmiennym –  brąz